# Tito Aurelio Fulvo (cónsul 89)
Tito Aurelio Fulvo (en latín: Titus Aurelius Fulvus) fue un senador y militar romano que vivió en el siglo I, y desarrolló su cursus honorum bajo los reinados de Vespasiano, Tito, y Domiciano. Fue cónsul ordinario en el año 89 junto con Marco Asinio Atratino.

## Orígenes familiares
Fulvo provenía de la ciudad de Nemausus, en la Galia Narbonensis (actual Nimes), Su padre tenía el mismo nombre, Tito Aurelio Fulvo cónsul sufecto en el año 71, cónsul ordinario en el año 85 y Prefecto de Roma hasta su fallecimiento hacia el año 89.

## Biografía
Calificado en la Historia Augusta como «severo e íntegro». Se casó con Arria Fadilla, una hija de Gneo Arrio Antonino, amigo del historiador Plinio el Joven. La pareja no tuvo más que un hijo, Tito Aurelio Fulvo Boyonio Arrio Antonino, nacido el 19 de septiembre del año 86 en Lanuvium (Lanuvio, Italia), que gracias a los altos cargos en la carrera administrativa de su padre, pudo ir ascendiendo hasta ser coronado emperador, como Antonino Pío, si bien Aurelio Fulvo no pudo ver el feliz reinado de su hijo, pues murió cuando éste era todavía un niño. Luego de su muerte, su esposa se casó en segundas nupcias con Publio Julio Lupo, cónsul sufecto en el año 98, y fue este y su abuelo materno, quienes se hicieron cargo de la crianza y de la educación del futuro emperador.